# Bernard de Pourtalès
Le comte Bernard Alexandre Georges Edmond de Pourtalès est un skipper suisse né le 5 juin 1870 à Bellevue et mort le 6 juillet 1935 à Casablanca. 

## Biographie

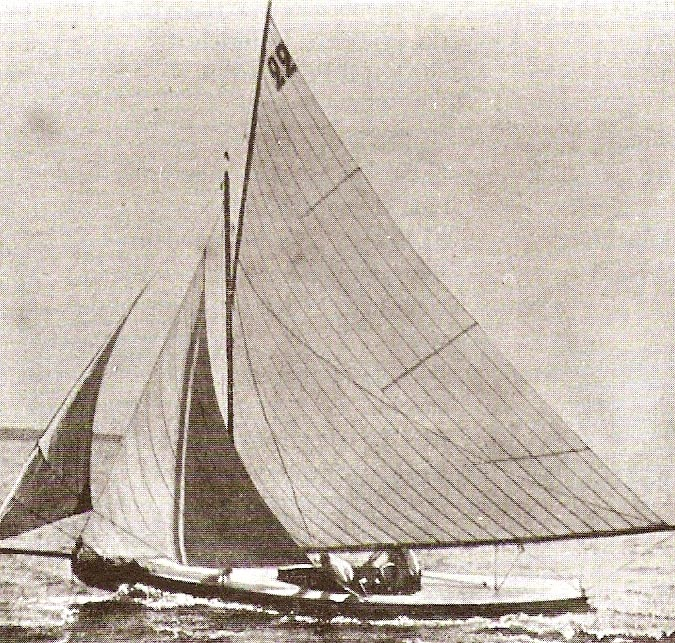
Le Lérina avec lequel Bernard de Pourtalès est double médaillé olympique.

Fils du comte Auguste de Pourtalès, peintre et collectionneur d'antiquités, et petit-fils de Jules-Edmond Renouard de Bussierre, il participe aux Jeux olympiques d'été de 1900 qui se déroulent à Paris.
À bord du Lérina avec son oncle Hermann et sa tante Hélène, il dispute les deux courses de classe 1 – 2 tonneaux. L'équipage suisse remporte la médaille d'or à l'issue de la première course et la médaille d'argent après la seconde course.